# علامة حلقة فيمبرجر
علامة حلقة فيمبرجر أو علامة حلقة فيمبيرجر (بالإنجليزية: Wimberger's ring sign)‏ تُشير إلى تكلس دائري يُحيط بمراكز التعظم المشاشية متخلخة العظام، والتي قد تنتج عن النزيف. تُوجد هذه العلامة في حالات الاسقربوط.